# Там ничего нет
Там ничего нет (англ. There's Nothing Out There) — американский фильм ужасов с элементами комедии 1992 года режиссёра Рольфа Канефски. В фильме присутствует множество сцен «обнажёнки». Премьера фильма состоялась 22 января 1992 года.

## Сюжет
Девушка сидит за прилавком видеопроката и читает журнал, в это время в помещение входит человек в чёрном, кладёт перед ней видеокассету и пытается напасть на неё. Девушка убегает и в момент, когда она закричала, просыпается за рулём автомобиля, врезавшегося в дерево. Тут она слышит звук падения чего-то в лужу, она выглядывает из окна посмотреть — и в этот момент нечто попыталось ухватить её своими щупальцами. После некоторых бесплодных попыток нечто всё-таки прорвалось в автомобиль.
А в это время в одном из колледжей начались каникулы. Семеро друзей, четыре парня и три девушки, решают поехать в одинокий дом родителей и повеселиться. Естественно, молодёжь веселится, занимается сексом и так далее. Но в это время к дому подбирается мерзкое инопланетное существо с щупальцами, намерения которого просты — съесть парней и заняться сексом с девушками.